# NGC 2017
NGC 2017 је група звезда у сазвежђу Зец која се налази на NGC листи објеката дубоког неба.
Деклинација објекта је - 17° 50' 59" а ректасцензија 5h 39m 16,2s. Привидна величина (магнитуда) објекта NGC 2017 износи 10,4. NGC 2017 је још познат и под ознакама ESO 554-**22.